# Klement II.
Klement II, rođen kao Suidger, Grof od Morslebena i Hornburga, (* 1005., Hornburg, Njemačka - † 9. listopada 1047., samostan Sv. Tommaso na Aposeli kod Pesaroa), papa od 1046. do 1047.

## Porijeklo
Suidger je bio sin grofa Konrad od Morslebena i Hornburga i Amulrade, kćerke Grofa Erpo od Padberga, i poticao je time iz jedne saksonske plemićke obitelji. Njegova majka Amulrada je bila sestra nadbiskupa Magdeburškog, Waltarda.

## Životopis

### Obrazovanje
O njegovom teološkom obrazovanju nije poznato ništa. Suidger postaje 1032. katedralni novak u samostanu u Halberstadtu. 1032. postaje kaplan nadbiskupa Hermana od Homburga-Bremena. Godine 1035.  Suidger postaje dvorski kaplan u nadbiskupiji Homburg-Bremen.

### Vrijeme biskupovanja
Njegovi plemićki korijeni i njegov položaj u nadbiskupiji Homburg-Bremen su pomogli u usponu. Dolazi do prijema u dvorsku kapelu (kraljevska kapela). Kralj Henrik III CSRC ga imenuje 1040. za biskupa u Bambergu. 28. prosinca 1040. je od metropolita u Meinzu (Bardo) je svečano uzdignut u biskupa. Između redova gledatelja se nalazio i sam kralj. 1045. Suidiger osniva samostan Sv. Tereze.

### Pontifikat
Kralj Henrik III. 1046. sklonja s vlasti tri istovremeno vladajuće Pape: Grgura VI, Benedikta IX i Silvestra III i proglašava Suidigera papom. Biskup Suidiger je 24. prosinca 1046. za vrijeme zasjedavajuće sinode proglašen papom u katedrali Sv.Petra.
Na Božić iste godine on okrunjava Henrika III kao cara Svetog rimskog Carstva. Kao prvi papa u povijesti on ostaje i dalje biskup u Bambergu. 

## Pokop Klementa II.
Klement II. umire 9. listopada 1047. u samostanu Sv. Tomasa na Aposeli kod grada Pesaro. Po njegovoj želji je ukopan u njegovoj biskupiji u katedrali u Bambergu. Njegov grob je jedini grob jednog pape sjeverno od Alpa.

## Grob
- Iustitia
- Fortitudo
- Prudentia
- Temperantia

## Vanjske poveznice
|  | Zajednički poslužitelj ima još gradiva o temi Klement II. |